# Bak, Zala
Bak  este un sat în districtul Zalaegerszeg, județul Zala, Ungaria, având o populație de 1.628 de locuitori (2011). 

## Demografie
Componența etnică a satului Bak
     Maghiari (96,9%)
     Romi (2,17%)
     Germani (0,94%)
Componența confesională a satului Bak
     Romano-catolici (64,93%)
     Fără religie (4,42%)
     Reformați (1,04%)
     Necunoscută (28,75%)
     Alte religii (1,72%)
Conform recensământului din 2011, satul Bak avea 1.628 de locuitori. Din punct de vedere etnic, majoritatea locuitorilor (96,9%) erau maghiari, cu o minoritate de romi (2,17%).  Din punct de vedere confesional, majoritatea locuitorilor (64,93%) erau romano-catolici, existând și minorități de persoane fără religie (4,42%) și reformați (1,04%). Pentru 28,75% din locuitori nu este cunoscută apartenența confesională.